# Гран-прі Криму (траса)
Траса Гран-прі Криму (Crimea Grand Prix Circuit), також відома як Міжнародний гоночний комплекс «Гран-прі Криму» (Crimea Grand Prix) ― український мотодром, який розташований поблизу села Суворовського, Крим. Комплекс повинен був складатись з великої траси для мотоперегонів та малої траси для картингу, але наразі закінчено лише картодром.

## Історія
Ідея створення мотодрому CrimeaGP належить російському бізнесмену Анатолію Кучміну, який є засновником української команди в мотоперегонах Step Racing Team, що стала замовником будівництва. Проєкт автодрому розроблений українськими проектувальниками та німецьким товариством Tilke GmbH & Co. KG, засновником якого є відомий проектувальних гоночних автодромів — Герман Тільке. План автодрому дозволить глядачам спостерігати за всіма перипетіями на трасі під час змагань.
Будівництво розпочали в 2010 році, відкриття планували на 2012 рік, тоді ж повинна була пройти перша гонка MotoGP в Україні. Наприкінці будівництва у 2012 році у команди скінчилися кошти і завершення великого кільця довелося заморозити. Попри це картингову трасу було відкрито вчасно і в жовтні на ньому було проведено мотоперегони.
У 2013 році на малому кільці в три етапи було проведено національну картинг-серію Crimea X30, а також там відбулися два фінальні етапи Чемпіонату України з картингу.
Усі змагання заплановані на 2014 рік довелося скасувати через загострення політичної ситуації в Україні, Крим було анексовано Російською Федерацією і таким чином мотодром також перейшов під їхній контроль. Попри неможливість проведення майбутнього проведення міжнародних змагань було запропоновано інвестувати гроші у добудову великого кільця, проте цього так і не зробили.
З 2016 року на картодромі проводяться етапи Чемпіонату Росії по картингу та серії автоперегонів на час Time Attack Crimea, мотодром лишається недобудованим.
Після повномасштабного вторгнення Росії в Україну у 2022 році картодром перестав вести заборонені в Росії соцмережі, змагання на ньому продовжилися.

## Характеристики
Конфігурація траси дозволяє поділяти її на дві незалежні ділянки для проведення окремих змагань.
Загальна довжина траси становить 4 857 метри із шириною 13 метрів, а в зоні старт-фініш 15 метрів та боксами на 33 місця.
У спортивний комплекс входить і картингова траса довжиною 1 413 метри із шириною 8 м.
Траса характеризуватиметься найдовшою в Європі прямою — 900 метрів (short-cut 2 дає можливість додати шикану, що збільшить довжину траси на 100 метрів) та значною амплітудою перепадів висот — 15 до 33-х метрів від рівня моря.
Центральна трибуна розрахована на 5 302 глядачі, додаткові трибуни вміщатимуть ще 86 900 осіб — 92 400 місць. із можливістю розширення до 142 000.
Біля автодрому розташований готель та ресторан на 100 осіб та комерційний центр — де продаватимуть фототехніку та запчастини до них.

## Основні події
Планується, що на автодромі проходитимуть основні автоспортивні події світу моторів, адже траса відповідатиме категорії А. Також він пройшов сертифікацію Т1 (для тестів Формула-1) і сертифікацію згідно з FIM для проведення всіх типів мотоциклетних перегонів.
На автодромі проходитимуть етапи чемпіонату України з турингу, мотоциклетних перегонів та картингового етапу чемпіонату.
Світовий чемпіонат Супербайку планується провести у 2012 році, як Гран-Прі України, що стане першим значним автомотозмаганням у всій Східній Європі.
Також ведуться перемовини про включення в світовий календар мото-чемпіонату MotoGP Гран-прі України на цій трасі.
А хороший тропічний клімат на пів-острові дозволить майже цілий рік проводити спортивні заходи, тож можливо і передсезонні тести Формули-1 завітають сюди.